# Jang Gyu-ri
Jang Gyu-ri (Hangul: 장규리, sinh ngày 27 tháng 12 năm 1997) là nữ ca sĩ, diễn viên người Hàn Quốc và là thành viên của nhóm nhạc fromis 9 thành lập vào ngày 24 tháng 1 năm 2018 bởi CJ E&M thông qua chương trình Idol School trên Mnet trong năm 2017. Cô cũng từng tham gia chương trình truyền hình thực tế Produce 48 nhưng xếp hạng chung cuộc ở vị trí 25.

## Tiểu sử
Jang Gyu-ri sinh ngày 27 tháng 12 năm 1997, trong gia đình có bố là một đại tá, mẹ là một giáo viên âm nhạc trung học và một người anh trai sinh năm 1995. Mặc dù sinh ra tại Seoul, nhưng bố cô sống ở nhiều nơi khác nhau ở Busan, thành phố Uijeongbu thuộc tỉnh Gyeonggi, thành phố Gyeryeong ở Đông Nam Chungcheong Nam. Hiện tại họ cư trú ở Pangyo. Vì mẹ Gyuri là một giáo viên âm nhạc, cô bắt đầu chơi piano từ năm 7 tuổi, ngoài ra, cô cũng có thể chơi guitar, violin và trống. Kỹ năng chơi trống của cô vẫn ở cấp độ mới bắt đầu, nhưng khi đến lúc thì cô sẵn sàng học hỏi hơn, và sau này cô cũng muốn học thổi sáo. Cô theo hiện đang theo học Học viện nghệ thuật Seoul. Cô cũng từng học tại Richmond, Virginia, Hoa Kỳ trong một năm.

## Sự nghiệp

### 2017: Tham gia Idol School, Debut với fromis_9
Vào ngày 13 tháng 7 năm 2017, Jang Gyu-ri tham gia chương trình Idol School, xếp hạng thứ 9 chung cuộc và debut với fromis 9 với vị trí Lead Vocalist và Gương Mặt Đại Diện của nhóm.

### 2018: Tham gia chương trình truyền hình thực tế Produce 48
Mặc dù đã tham gia Idol School, nhưng Gyu-ri vẫn tiếp tục tham gia Produce 48 chỉ sau ba tháng, khiến người hâm mộ vô cùng bức xúc vì những áp lực không hề nhỏ mà cô sẽ phải chịu đựng khi tham gia 2 show sống còn liên tiếp trong vòng chưa đầy 1 năm. Mặc dù Jang Gyuri được khán giả dành tặng nhiều lời khen nhờ giọng hát nội lực và giàu cảm xúc, tuy nhiên điều đó chưa đủ để cô giành thứ hạng cao sau các vòng đánh giá.

### 2022: from our Memento Box và rời nhóm
Vào ngày 27 tháng 6 năm 2022, fromis 9 trở lại với mini album thứ năm from our Memento Box, với ca khúc chủ đề "Stay This Way" sau hơn 6 tháng kể từ lúc phát hành mini album thứ tư Midnight Guest cùng ca khúc chủ đề "DM (Doesn't Matter)". Vào ngày 28 tháng 7 năm 2022, Pledis Entertainment tuyên bố Jang Gyuri rời fromis 9

## Phim và chương trình truyền hình

### Chương trình truyền hình
| Năm  | Chương trình        | Kênh   | Ghi chú                                     | Tham khảo |
| ---- | ------------------- | ------ | ------------------------------------------- | --------- |
| 2017 | Idol School         | Mnet   | Vào vị trí thứ 9 và được debut với fromis 9 |           |
| 2018 | Produce 48          | Mnet   | Dừng lại ở vị trí 25                        |           |
| 2019 | King of Mask Singer | MBC TV |                                             |           |

### Phim truyền hình
| Năm  | Phim                     | Kênh | Ghi chú         | Tham khảo |
| ---- | ------------------------ | ---- | --------------- | --------- |
| 2019 | Dating Class             | tvN  | Web drama       | [ 2 ]     |
| 2020 | It's Okay to Not Be Okay | tvN  | vai Sun Byul    |           |
| 2022 | Cheer Up                 | SBS  | vai Tae Cho Hee |           |